# 前1150年代
| 千纪： | 前2千纪 |
| 世纪： | 前13世纪 \| 前12世纪 \| 前11世纪                                                                                     |
| 年代： | 前1180年代 \| 前1170年代 \| 前1160年代 \| 前1150年代 \| 前1140年代 \| 前1130年代 \| 前1120年代                       |
| 年份： | 前1159年 \| 前1158年 \| 前1157年 \| 前1156年 \| 前1155年 \| 前1154年 \| 前1153年 \| 前1152年 \| 前1151年 \| 前1150年 |

## 重要事件及趋势
- 前1156年—姜子牙可能出生。
- 前1154年—斯巴达国王墨涅拉俄斯去世
- 前1154年—墨涅拉俄斯死后，海伦被驱逐到了罗德岛
- 前1153年—埃及法老拉美西斯三世去世，拉美西斯四世即位

## 重要人物
- 中国商朝君主：庚丁
- 埃及法老：拉美西斯三世、拉美西斯四世
- 亚述国王：亚述-丹一世
- 巴比伦第三王朝（加喜特人）：麦若达赫·巴拉丹一世、扎巴巴·舒姆·伊地那、恩利尔·那丁·阿黑
- 巴比伦第四王朝（伊辛第二王朝）：马尔杜克·卡比特·阿海舒